# Kaplica Świętych Cyryla i Metodego w Kaniukach
Kaplica pod wezwaniem Świętych Cyryla i Metodego – drewniana prawosławna kaplica filialna w Kaniukach. Należy do parafii Świętych Kosmy i Damiana w Rybołach, w dekanacie Bielsk Podlaski diecezji warszawsko-bielskiej Polskiego Autokefalicznego Kościoła Prawosławnego. 
Istnienie kaplicy nawiązuje do cerkwi prawosławnej, jaka miała istnieć na terenie Kaniuk w średniowieczu, a jaka nie zachowała się do naszych czasów. Kaplicę urządzono w dawnym sklepie w końcu XX w. siłami wiernych parafii z pomocą finansową nadleśnictwa. Pierwszą Świętą Liturgię odprawiono w niej w 1998. 
Wezwanie świątyni nawiązuje do Seminarium Nauczycielskiego Świętych Cyryla i Metodego, które działało do 1915 w niedalekim uroczysku Stawok koło Trześcianki.

## Architektura
Budowla drewniana, konstrukcji zrębowej, na planie prostokąta. Dachy kaplicy blaszane. Wejście poprzedzone dwuspadowym daszkiem wspartym na dwóch słupach. Nad nawą dach jednokalenicowy. Nad częścią frontową nawy kwadratowa wieżyczka zwieńczona dachem namiotowym.